# Manuel Belletti
Manuel Belletti, né le 14 octobre 1985 à Césène en Émilie-Romagne, est un coureur cycliste italien professionnel de 2008 à 2021. Coureur véloce, il a notamment remporté une étape sur le Tour d'Italie 2010.

## Carrière cycliste

### 2008-2009: Serramenti PVC Diquigiovanni-Androni Giocattoli
Manuel Belletti se distingue chez les amateurs en terminant deuxième du Gran Premio della Liberazione en 2006 derrière Matthew Goss, du Trofeo Alcide Degasperi en 2007 derrière Jacopo Guarnieri, puis en remportant en 2007 le Trofeo Banca Popolare di Vicenza. Accumulant les bons résultats, il passe ainsi professionnel en 2008 dans l'équipe Serramenti PVC Diquigiovanni-Androni Giocattoli où il côtoiera Michele Scarponi, Danilo Hondo et Gilberto Simoni entre autres. 
Pendant sa première saison, il termine sur le podium d'une étape du Tour de Turquie et décroche sa première victoire sur le Clásico Ciclístico Banfoandes après avoir accumulé les places d'honneur sur le Tour du Venezuela. L'année suivante, il obtient ses premiers podiums au sprint sur les courses d'un jour italiennes, terminant troisième du Tour du Frioul en mars, puis deuxième du Tour de Toscane en mai, derrière Alessandro Petacchi. En septembre, il termine également deuxième en France du Grand Prix de Fourmies derrière Romain Feillu.

### 2010-2011: Colnago-CSF Inox
En 2010, Belletti quitte Serramenti PVC Diquigiovanni-Androni Giocattoli pour Colnago-CSF Inox. Il décroche sa première victoire de la saison de manière idéale, en s'imposant lors de la 13e étape du Tour d'Italie qui s'achevait à Césène, sa ville natale. Il accumule les places d'honneur avant d'à nouveau lever les bras en territoire italien, à l'issue de la Coppa Bernocchi.
En 2011, il est vainqueur d'étape du Tour de la province de Reggio de Calabre, de la Semaine internationale Coppi et Bartali, du Tour de Turquie et du Brixia Tour. Grâce à ces quatre victoires et ses places sur le podium de la Coppa Bernocchi, du Grand Prix Bruno Beghelli et du Gran Premio Industria e Commercio Artigianato Carnaghese, il termine à la quinzième place de l'UCI Europe Tour. Après cette excellente saison, Manuel Belletti est recruté en septembre par l'équipe française AG2R La Mondiale pour les deux saisons à venir.

### 2012-2013: Ag2r
En rejoignant l'équipe française, il obtient la possibilité de prendre part à des courses du calendrier de l'UCI World Tour. Son premier résultat significatif avec sa nouvelle formation intervient en février lors de la Grand Prix de la côte étrusque qu'il termine en septième position. Il participe également pour la première fois de sa carrière à des classiques flandriennes et parvient même à glaner de bons résultats sur celles-ci ; une cinquième place au Grand Prix de l'Escaut et une treizième place à Kuurne-Bruxelles-Kuurne. Il est pour la troisième année consécutive partant pour le Tour d'Italie. Après quelques accessits obtenus lors de sprints massifs, il abandonne lors de la 15e étape.

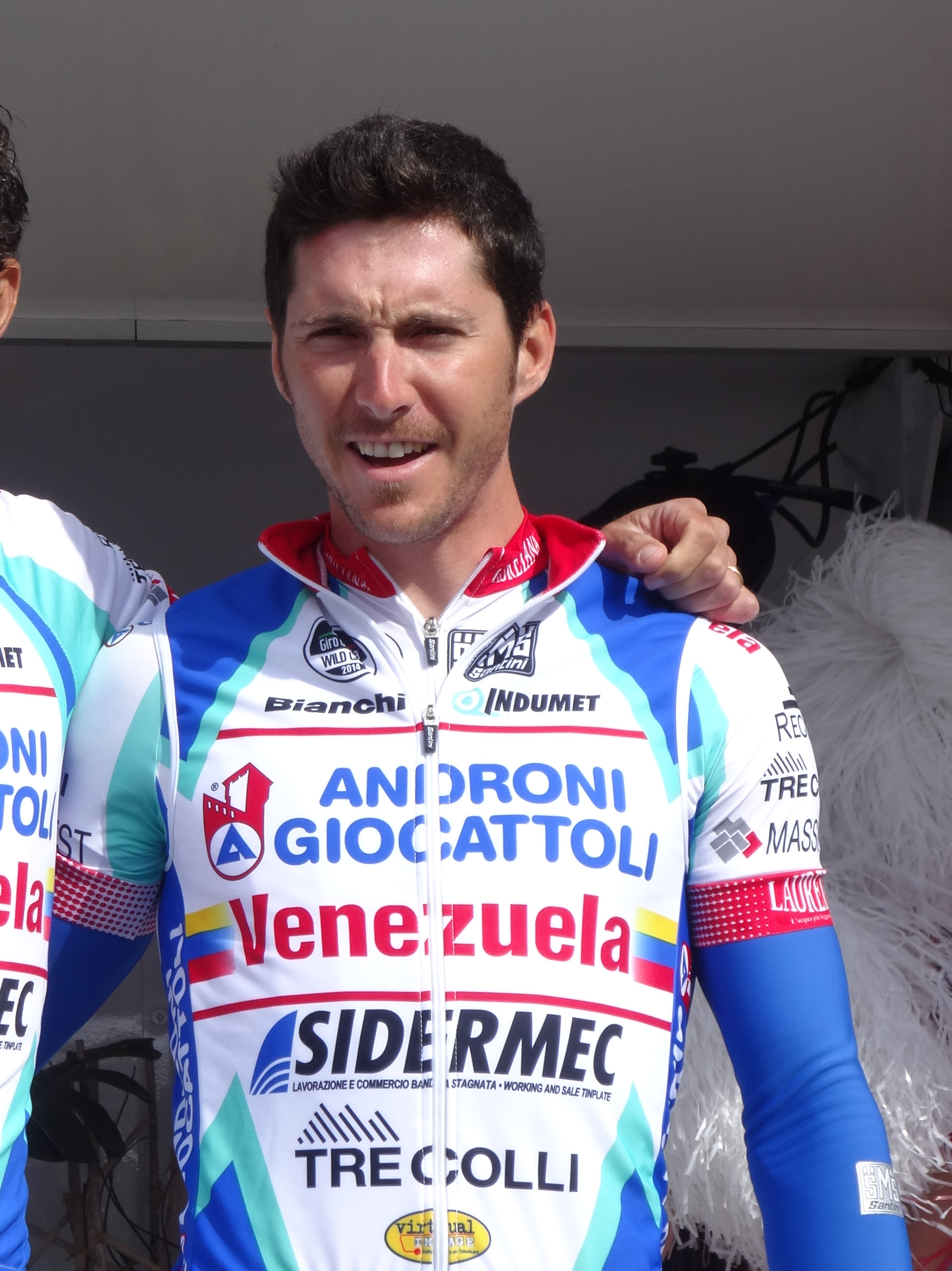
Manuel Belletti lors du Grand Prix de Denain 2014.

C'est plus tard, en juin, qu'il s'impose pour la première fois de la saison, à l'occasion de la Route du Sud où il remporte la quatrième étape menant à Saint-Gaudens. Ses derniers résultats de la saison remarquables interviennent lors de classiques. Ainsi, il termine huitième de la Vattenfall Cyclassics, cinquième à Paris-Bruxelles et sixième du Grand Prix Bruno Beghelli.

### 2014-: retour en Italie
Membre de la formation Androni Giocattoli-Venezuela en 2014, il n'est pas conservé par ses dirigeants à l'issue de la saison malgré une victoire d'étape obtenue au Tour du Limousin. 
Déçu, il s'engage avec l'équipe continentale professionnelle Southeast pour 2015. Il gagne le Grand Prix de la côte étrusque, À travers Drenthe et la 1rea étape de la Semaine internationale Coppi et Bartali avec cette nouvelle formation.
Membre de l'équipe Eolo-Kometa, il met un terme à sa carrière le 7 octobre 2021, à l'issue du Tour du Piémont, après 14 ans de carrière professionnelle.

## Palmarès, résultats et classements mondiaux

### Palmarès amateur
| - 2002 - Trofeo Gordini - 2003 - Trofeo Guido Dorigo - Coppa Palazzolo - 2004 - Coppa Quagliotti - 3e de Milan-Bologne - 2005 - Mémorial Benfenati - 2e de la Coppa Mario Menozzi - 2006 - 4ea étape du Giro Pesche Nettarine di Romagna - 1re étape du Tour de Vénétie et des Dolomites - 2e du Trophée Visentini - 2e du Giro delle Tre Provincie - 2e du Gran Premio della Liberazione - 2e du Gran Premio Città di Guastalla - 2e du Mémorial Guido Zamperioli - 2e du Gran Premio Somma - 3e du Trofeo Banca Popolare di Vicenza - 3e du Gran Premio Camon - 3e du Gran Premio di Roncolevà | - 2007 - Trofeo Banca Popolare di Vicenza - Mémorial Danilo Furlan - 4e et 5e étapes du Giro Pesche Nettarine di Romagna - 4e étape du Tour de Vénétie et des Dolomites - 2e du Trofeo Alcide Degasperi - 2e du Gran Premio Cementizillo - 3e du Gran Premio Brefer - 3e du Mémorial Carlo Valentini - 3e du Trofeo Pama Prefabbricati - 3e du Trofeo Comune di Piadena - 3e du Gran Premio Somma |  |

### Palmarès professionnel
| - 2008 - 1re étape du Clásico Ciclístico Banfoandes - 2009 - 2e du Tour de Toscane - 2e du Grand Prix de Fourmies - 3e du Tour du Frioul - 2010 - 13e étape du Tour d'Italie - Coppa Bernocchi - 2e du Grand Prix de Modène - 3e du Mémorial Marco Pantani - 2011 - 3e étape du Tour de la province de Reggio de Calabre - 1rea de la Semaine internationale Coppi et Bartali - 3e étape du Tour de Turquie - 3e étape du Brixia Tour - 2e de la Coppa Bernocchi - 2e du Grand Prix Bruno Beghelli - 3e du Gran Premio Industria e Commercio Artigianato Carnaghese - 2012 - 4e étape de la Route du Sud - 8e de la Vattenfall Cyclassics - 2014 - 4e étape du Tour du Limousin | - 2015 - Grand Prix de la côte étrusque - À travers Drenthe - 1rea étape de la Semaine internationale Coppi et Bartali - 2e du Grand Prix Bruno Beghelli - 2016 - 1rea étape de la Semaine internationale Coppi et Bartali - 2e du Trophée Matteotti - 2017 - 2e du Grand Prix de la côte étrusque - 2e du Trophée Matteotti - 2018 - 7e étape du Tour de Langkawi - Tour de Hongrie : - Classement général - 1re étape - 3e et 5e étapes du Tour de Hainan - 2e de la Coppa Bernocchi - 3e du Grand Prix Bruno Beghelli - 2019 - 2e étape du Tour de Sicile - 1re étape du Tour de Bretagne - 1re étape du Tour de Hongrie |  |

### Résultats sur les grands tours

#### Tour d'Italie
9 participations
- 2010 : abandon (15e étape), vainqueur de la 13e étape
- 2011 : non-partant (13e étape)
- 2012 : abandon (15e étape)
- 2013 : 144e
- 2014 : non-partant (14e étape)
- 2015 : abandon (12e étape)
- 2016 : non-partant (18e étape)
- 2018 : 123e
- 2019 : 109e
- 2021 : abandon (6e étape)

### Classements mondiaux
| Année                  | 2006 | 2007 | 2008 | 2009 | 2010 | 2011 | 2012 | 2013 | 2014 | 2015 |
| ---------------------- | ---- | ---- | ---- | ---- | ---- | ---- | ---- | ---- | ---- | ---- |
| Calendrier mondial UCI |      |      |      |      | 133e |      |      |      |      |      |
| UCI World Tour         |      |      |      |      |      |      | 139e | 173e |      |      |
| UCI America Tour       |      |      | 183e | 129e |      |      |      |      |      |      |
| UCI Europe Tour        | 376e | 214e | 959e | 52e  | 23e  | 15e  |      |      | 99e  | 13e  |